# 龍在田
龙在田（？—1648年？），明朝末年清朝初年云南石屏（今云南石屏）龙朋里土官，哈尼族。
初为龙朋里里长。天启年间，参与平定安效良、张世臣之乱，有功，升为坐营都司。天启二年（1622年）以军功加土守备职衔。天启七年（1627年）擢土巡检。崇祯二年收复乌撒。派兵到中原参与镇压明末民变。皇帝对他嘉赏。在湖广、河南镇压张献忠有功，累升至都督同知、副总兵。张献忠投降再起后，被罢归。明末，云南南部土司沙定洲和明朝镇定云南的黔国公沐天波进行权争，其他土司也相互火并仇杀，争地夺权。隆武二年（1646年），沙定洲攻龙在田辖地不下，移攻宁州等地。龙在田被迫逃到大理。次年，龙在田迎孙可望、李定国等领导的大西军，平定沙定洲，支持南明，抵抗清军。李定国等在哈尼等族支持下在云南建立抗清据地。永历元年（1647年），龙在田回到家中，后来去世。